# Академія Хана
«Академія Хана» (англ. Khan Academy) — це некомерційна освітня організація, створена в 2006 році педагогом Салманом Ханом для забезпечення «високоякісної освіти для будь-кого і будь-де». Організація створює лекції у формі YouTube-відео. Окрім мікролекцій, на вебсторінці організації розміщені практичні заняття та методичні матеріали для вчителів. Усі ресурси доступні безкоштовно для кожного в усьому світі.
Проєкт підтримується за допомогою пожертвувань, при цьому значна частина пожертвувань припадає на Ґуґл та Фонд Білла і Мелінди Гейтс.
Лекції надані англійською мовою та перекладені більше ніж 40 мовами. Вебсторінка має 165 мільйонів зареєстрованих користувачів зі 190 країн. В Україні запрацювала безоплатна онлайн-платформа для вивчення математики.

## Історія
Засновник організації, Салман Хан зростав у Новому Орлеані, штат Луїзіана, США. Після отримання трьох ступенів бакалавра з математики, електротехніки та інформатики та магістра інженерних наук з електротехніки та інформатики від Массачусетського технологічного інституту, він навчався для отримання магістра ділового адміністрування від Гарвардської школи бізнесу. Наприкінці 2004 року, Хан почав навчати свою кузину Надію, котра потребувала допомоги з математики, за допомогою миттєвих повідомлень. Коли інші родичі та друзі шукали подібну допомогу, він вирішив, що буде практичніше розподілити навчальні програми на YouTube. Популярність відео та рекомендації вдячних учнів спонукали Хана піти з роботи аналітика гедж-фонду Connective Capital Management у 2009 р. та повністю зосередитись на навчальних посібниках (під маркою «Хан-академія»).
«Академія Хана» — некомерційна організація, що фінансується за допомогою пожертвувань, значна частина яких припадає на Фонд Білла і Мелінди Гейтс та Ґуґл. 2010 року Ґуґл оголосив, що пожертвує 2 млн доларів на створення більшої кількості курсів та переклад основної бібліотеки на найвживаніші мови світу. У 2012 р. Крейг Сильверстайн, перший працівник з Ґуґл, приєднався до Хан-академії. У 2013 р. мексиканський фонд Carlos Slim|Carlos Slim Foundation зробив пожертвування до Академії для розширення її іспанської відео бібліотеки. У 2015 р., щоб надати можливість людям з усього світу навчатися будь-де і будь-коли, AT&T Inc вніс 2,25 млн доларів для фінансування розвитку нової мобільної навчальної платформи та додатків.
Спочатку Академія Хана пропонувала відео в основному з математики. Завдяки пожертвуванням вона могла розширити свої можливості та запропонувати курси з історії, охорони здоров'я, медицини, фінансів, фізики, хімії, біології, астрономії, космології, основ Американської громадянськості, історії мистецтв, економіки, музики, програмування та інформатики. Крім курсів, організація має мережу спеціалістів за спрямуванням.
Хан-академія також має тисячі ресурсів, перекладених на інші мови. У вересні 2013 року вона запустила іспанську версію вебсторінки вслід за бразильською, португальською, французькою та турецькою версіями. Зараз на їхньому сайті доступно 50 мов та 20 мов у мобільному додатку.

## Технічний формат
Для дистанційного навчання своєї сестри Хан спочатку використовував зображення Yahoo! Doodle. Згодом інші брати та сестри почали користуватися послугами дистанційного навчання в інтерактивному форматі. Щоб не марнувати свій та їхній час, Хан перейшов до створення відео лекцій на Ютюбі. Малюнки створювалися за допомогою планшету Wacom та додатку для малювання SmothDraw (тепер Академія Хана використовує редактор ArtRage та записуює лекції через програмне забезпечення для захоплення відео з екрана Camtasia Studio.
Усі відео (розміщені на Youtube) доступні на власній вебсторінці Академії Хана, котра також містить багато інших матеріалів, таких як відстежування прогресу, практичні заняття та різноманітні додаткові матеріали для вчителів державних шкіл. Зареєструватися на сайті можна через обліковий запис у Ґуґлі або Фейсбуці (для тих, хто не хоче створювати окремий обліковий запис Академії Хана). Матеріал також є у вільному доступі в особистому мобільному додатку Академії Хана, котрий можна безплатно завантажити в Google Play, App Store та Windows Store.
Відео демонструють покрокові «малюнки-закарлючки» та діаграми на електронній дошці. Некомерційні групи розповсюдили оффлайн версії відео в сільських районах Азії, Латинської Америки та Африки.
Хан-академія надає адаптивну систему вебвправ та генерує задачі для учнів, спираючись на їхні навички та показники. Хан сподівається, що його академія надає можливість перебудувати традиційний клас, використовуючи програми для створення тестів, класних завдань, висуваючи на перший план проблеми окремих учнів та надихаючи їх на досягнення успіху, щоб допомогти однокласникам, що відстають. Однією з переваг, такої системи навчання є можливість зробити перерву в навчанні, на відміну від авдиторних лекцій.

## Методологія
Хан-академію критикують за відсутність у Салмана Хана педагогічної освіти. Твердження, що зроблені в деяких відео також піддаються сумнівам. У відповідь на ці критичні заяви, організація виправила помилки в цих відео, розширила свої можливості та створила мережу спеціалістів за напрямками. Інші надали дані, які показують, що відео Хана менш ефективні ніж відео інших блогерів і що концепція «крейди на дошці» менш приваблива для учнів ніж інші стилі відео, такі як мультики.
У 2010, Академія Хана ввела до програми значки, щоб сприяти гейміфікації навчання. Зараз існує 6 видів таких значків.

## Послуги та бачення
Головні компоненти Академії Хана:
- Особистий рушій навчання, для допомоги відстеження вивченого та рекомендацій для подальшого вивчення.
- Відео бібліотека з понад 6500 відео з різноманітних галузей знань.[29][30] Ці відео ліцензуються під Creative Commons (BY-NC-SA) 3.0.[31]
- Автоматизовані вправи з тривалою оцінкою. Програмне забезпечення для вправ є вільним програмним забезпеченням відповідно до ліцензії MIT.[19]

## Компенсація
Згідно з реєстрацією Академії Хана з Податковим Управлінням, Салман Хан отримав понад 350 тис. доларів щорічної компенсації від Академії Хана з 2011 року. Пільги Хана, як голови Академії Хана включають першокласні подорожі на бізнес рейсах. Загалом 29 працівників Академії Хана отримують 100 тис. доларів за рік.